# Sèrgi Javaloyès
Sèrgi Javaloyès (1951) es un escritor francés en lengua occitana en su variante gascona, cultivador de novela y poesía. También ha cultivado la lengua francesa.

## Biografía
Sergi Javaloyès nació en el barrio español de La Marina de Orán (Argelia), pero su familia se traslada a Francia en 1961 cuando el país africano ya enfila la independencia. Su familia se instala en Nay, ciudad de Bearn, donde tomará contacto con el occitano, lengua que elige como canal de comunicación tras probar con el francés y español.
Ha trabajado en el ámbito de la lengua y la cultura occitana. Trabajó en el funcionamiento de las calandretas, siendo miembro de la Confederación Occitana. Es director del Instituto Occitano y también es director de la revista y editorial occitanista Reclams.
Es miembro del Consejo Económico y Social de Aquitania.

### Narrativa
Sergi Javaloyès se dio a conocer en 1998 con su primera novela L'òra de partir con la que se adjudicó el Premio Joan Bodon. Después, se alzó con el Premio Pau Froment de 2001 con su novela La Set. En 2003 publicó la antología de novelas cortas titulada Pasaia, nombre tomado de una de las obras recogidas y que ganó en 2002 el Premio Arán de Literatura que otorga el Consejo General de Arán . Finalmente, en 2006 gana el Premio Jaufre Rudel por su obra Tangra & Tempèstas, consiguiendo así tres de los premios literarios más importantes en occitano.
También ha escrito una obra de teatro, Lo viatge de l'auca.
En 2005 publicó en francés Garbura y en 2007 Lettre a mà complice.

### Poesía
Comienza a escribir poesía en 1988 que publica en revistas literarias occitanistas como Pais Gascons, Gai Saber, Òc y Reclams. En 2002 publicaría los poemarios Mara grana (poema para composición sinfónica de Brice Martin) y En Espèra d’un aute temps en donde homenajea al escritor Fèlix Castanh. En 2010, escribiría Sorrom Borrom o lo suanei deu gave - ou le Rêve du gave un poema epopeya de la Gave de Pau, desde su fuente hasta su desembocadura en el Atlántico, en versión bilingüe occitano y francés.
Sèrgi Javaloyès también ha traducido alguno de sus poemas al español.